# 준간호사
준간호사는 1-2년 대학수준의 교육과정을 이수하는 북미의 간호직이다. 미국과 캐나다의 준간호사 (Licensed Practical Nurse)는 아프거나, 부상 당하거나, 병이 났거나, 신체 장애가 있는 사람들을 돌본다.
미국에서 준간호사는 의사의 지시하에 일한다. 캘리포니아주와 텍사스주에서는 이 직종을 Licensed Vocational Nurse (LVN)라고 한다.

캐나다에서 준간호사는 간호사(RN)와 마찬가지로 자립적으로 일하면서 개개인의 행동과 실습에 책임을 진다.

온타리오 주에서는 Registered practical nurse (RPN) 라고 불린다.

대한민국에서는 도입 여부를 놓고 대한간호협회와 대한간호조무사협회가 대립하고 있다.
일본에서 준간호사 (准看護師) 라는 명칭을 쓴다.

## 같이 보기
- 간호사
- 간호조무사